# Apponaug
Apponaug est une ville de la banlieue de Warwick, dans l’État du Rhode Island, aux États-Unis.
Le nom est d'origine amérindienne.
C'est le lieu de naissance du général de l’Union George Sears Greene.